# Lasiopogon montanus
Lasiopogon montanus is een vliegensoort uit de familie van de roofvliegen (Asilidae). De wetenschappelijke naam van de soort is voor het eerst geldig gepubliceerd in 1862 door Schiner.